# Gunhead
Gunhead je akční počítačová hra pro osmibitové počítače Atari. V roce 1994 ji naprogramoval Robert Knill známý jako Fuco. Hudbu ke hře složil Radek Štěrba (Raster).

## Hratelnost a příběh
Hráč ovládá bojového robota, který má potlačit povstání řídícího centra továrny na jednom z měsíců Jupitera. Při své misi je však poškozen, a tak musí nalézt náhradní součástky, které u umožní jeho těžký úkol splnit. Celá hra se odehrává v rozlehlé továrně plné různých nástrah a nepřátel. Nepřátelům se hráč může bránit střelbou. V průběhu hry také hráč nalezne součástku, která mu umožní změnu v tank, ta to funkce však je pouze omezená na určitý počet místností a použití, proto se doporučuje je využívat jen v nutných případech.
V čísle 29 časopisu Flop vyšla demoverze hry. Později vyšla v čísle 41+2 plná verze hry. Gunhead vyšel ve Flopu společně se hrou Naturix.

## Externí Odkazy
- Hra na stránkách Radka Štěrby